# Insuline lispro
L'insuline lispro est un médicament indiqué pour contrôler la glycémie (taux de sucre dans le sang) chez l’adulte et l’enfant atteints de diabète sucré de type 1 ou de type 2 et nécessitant un traitement par insuline. L'insuline lispro est classée dans les insulines ultra-rapides c'est-à-dire qu'elle bénéficie d'une mise en action plus courte (< 20 min) et une durée d’action plus brève après leur injection sous-cutanée. Le premier analogue ultra-rapide mis sur le marché est l’analogue lispro Humalog.

## Mécanisme d'action
Grâce à la technologie de l'ADN recombinant, la molécule comporte une inversion de deux acides aminés en C-terminal de la chaîne B (proline B28 et lysine B29). Cette modification n'altère pas la liaison au récepteur, mais bloque la formation de dimères et d'hexamères d'insuline. Cela permet à de plus grandes quantités d'insuline monomère active d'être immédiatement disponibles pour les injections postprandiales.

## Pharmacocinétique
Son délai d’action, de l’ordre de 5 à 15 minutes, est deux fois plus court que celui de l'insuline rapide conventionnelle, avec un pic d’action autour de 30 à 90 minutes. Leur durée d’action est également environ deux fois plus courte que l'insuline rapide conventionnelle et se situe autour de quatre à six heures. Cette cinétique dépend de l’individu. 